# Festival da Canção da Figueira da Foz
O Festival da Canção da Figueira da Foz ou o Concurso da Canção da Figueira da Foz, designado inicialmente por Festival da Canção Portuguesa, foi um concurso português de canções realizado no verão na Figueira da Foz desde 1963 até 1973. Este festival é o sucessor do Festival da Canção Portuguesa (1958-1961), tendo ao todo treze edições, contando com as primeiras três do anterior festival. A maioria das edições do festival foi transmitida em direto pela RTP.

## História
Devido à cobertura mediática que o III Festival da Canção Portuguesa teve, a Comissão Municipal de Turismo da Figueira da Foz organizou independentemente o 1º Concurso da Canção da Figueira da Foz, em julho de 1963. O festival foi apresentado por Fernando Correia e foi transmitido em direto pela RTP. Alice Amaro, Maria Clara e Simone de Oliveira, por esta ordem, foram as concorrentes desse festival, onde interpretaram "Noiva do Mar", "Praia da Figueira" e "Figueira", respetivamente. "Figueira" foi a canção mais bem-sucedida do espetáculo, sendo muito bem aceite pelo público e pela crítica.
Após um ano sem festival, realizou-se em 1965 o IV Festival da Canção Portuguesa, novamente na Figueira da Foz. Fernanda Dinis com "Agora Não" foi a vencedora do festival, onde concorreram cantores como Alice Amaro, Artur Garcia e Madalena Iglésias, esta última com "Que Linda És, Figueira", a canção preferida do público e que ficou classificada em 4º lugar.
No ano seguinte, em julho de 1966, realizou-se o V Festival da Canção Portuguesa, também designado por VI Festival da Figueira da Foz (este incluía na numeração a edição de 1963, daí ser a sexta edição e não a quinta). Tonicha com "Boca de Amora" foi a vencedora desta edição do festival e Marco Paulo, na época ainda desconhecido, alcançou o 3º lugar com "Vida, Alma e Coração". A partir daqui, o Festival da Canção Portuguesa passou a ser designado por Festival da Canção da Figueira da Foz ou simplesmente Festival da Figueira da Foz, incluindo na numeração a edição de 1963 e as três edições do anterior festival.
No verão de 1967 realizou-se a sétima edição do festival, que contou com a participação de artistas como Madalena Iglésias, Mirene Cardinalli, Lenita Gentil e Tonicha, sendo esta última, de novo, a vencedora do festival com uma das duas canções que levou a concurso: "A Tua Canção Avozinha". A outra canção, "Um Quadro Sem Par", ficou classificada em 4º lugar. No ano seguinte, em 1968, Artur Garcia e Suzy Paula vencem a oitava edição do festival: Artur Garcia vence em estilo livre com "Olhos de Veludo" e Suzy Paula em estilo popular com "Donzela Esquecida"; já a fadista Maria Armanda ficou classificada em 3º lugar com "Sombras da Madrugada". No verão de 1969, Sissi venceu a nona edição do festival com "Ó Transmontana". A outra canção que levou a concurso, "Três Segredos", ficou classificada em 2º lugar.
No verão de 1970, o Duo Orpheu venceu o X Festival da Canção da Figueira da Foz no estilo livre com "Poema da Noite", ficando em 2º lugar o jovem cantor Raimundo com "Cidade em Flor". Em 1971, Artur Garcia com "O Homem do Leme" foi o vencedor da décima primeira edição do concurso. No verão de 1972, Florência vence a décima segunda edição do festival.
A 28 de julho de 1973, realizou-se o XIII Festival da Canção da Figueira da Foz, a última edição do concurso. O festival foi apresentado por Artur Agostinho e Maria Celina e participaram cantores como Manuel José Soares, José Cid, Artur Garcia, José Cheta, Vítor Leitão, Carlos Alberto Moniz e Maria do Amparo, estando a concurso dez composições. José Cid alcançou o 5º lugar com "Cantiga Portuguesa", Vítor Leitão ficou em 4º lugar com "Meu Amor, Volto do Mar", Artur Garcia ficou em 3º lugar com "Cidade ao Sol", Carlos Alberto Moniz & Maria do Amparo alcançaram o 2º lugar com "Meu Velho Amigo" e Maria do Amparo, com "Trevo de Maio", conquista o primeiro lugar. Estes resultados das últimas edições foram fruto da renovação que o Festival da Canção da Figueira da Foz vinha a sofrer nos últimos anos, tal como acontecia com o Festival RTP da Canção.

## Lista de vencedores
| Ano  | Artista            | Canção                  |
| ---- | ------------------ | ----------------------- |
| 1963 | Simone de Oliveira | "Figueira"              |
| 1965 | Fernanda Dinis     | "Agora Não"             |
| 1966 | Tonicha            | "Boca de Amora"         |
| 1967 | Tonicha            | "A Tua Canção Avozinha" |
| 1968 | Artur Garcia       | "Olhos de Veludo"       |
| 1968 | Suzy Paula         | "Donzela Esquecida"     |
| 1969 | Sissi              | "Ó Transmontana"        |
| 1970 | Duo Orpheu         | "Poema da Noite"        |
| 1971 | Artur Garcia       | "O Homem do Leme"       |
| 1972 | Florência          |                         |
| 1973 | Maria do Amparo    | "Trevo de Maio"         |